# Homoróddaróci erődtemplom
A homoróddaróci erődtemplom műemlékké nyilvánított épület Romániában, Brassó megyében. A romániai műemlékek jegyzékében a BV-II-a-A-11672 sorszámon szerepel.